# Days Are Forgotten
Days Are Forgotten è il primo singolo estratto dal quarto album in studio dei Kasabian, Velociraptor!. È stato pubblicato il 12 agosto 2011 solo in pochi Paesi europei, in Australia e in Nuova Zelanda e, successivamente, il 9 settembre 2011 anche nel Regno Unito e in Irlanda.
Il 9 settembre 2011 è stato pubblicato un EP omonimo su iTunes, contenente un remix del brano, una traccia inedita e il video musicale di Switchblade Smiles.

## Tracce
CD
- PARADISE67

1. Days Are Forgotten - 5:02

Vinile 78 giri
- PARADISE68

1. Days Are Forgotten (Single Edit) - 4:05
2. Pistols at Dawn - 5:18

Download digitale
1. Days Are Forgotten - 5:04

EP digitale
1. Days Are Forgotten (Single Edit) - 4:05
2. Days Are Forgotten (Z-Trip Remix) (feat. LL Cool J) - 4:57
3. Pistols at Dawn - 5:18
4. Switchblade Smiles (Music Video) - 4:16

## Utilizzo nei media
- La canzone è stata a lungo utilizzata da Sky Calcio come intermezzo musicale tra le partite e le varie pause pubblicitarie durante il campionato di Serie A 2011-2012.
- Il remix della canzone realizzato da Z-Trip in collaborazione con LL Cool J ha fatto da colonna sonora al pay-per-view della WWE TLC: Tables, Ladders & Chairs del 2011.
- La canzone è stata utilizzata in uno spot del 2012 della Alfa Romeo Mito.
- La canzone è utilizzata nella playlist musicale dello Juventus Stadium, scelta da Claudio Marchisio.

## Classifiche
| Classifica (2011)          | Posizione massima |
| -------------------------- | ----------------- |
| Belgio (Fiandre)           | 10                |
| Belgio (Ultratop Vallonia) | 45                |
| Giappone                   | 10                |
| Italia                     | 31                |
| Regno Unito                | 28                |
| Scozia                     | 30                |